# والتر پاز
والتر پاز (انگلیسی: Walter Paz؛ زادهٔ ۴ مارس ۱۹۷۳) بازیکن فوتبال اهل آرژانتین است.
از باشگاه‌هایی که در آن بازی کرده‌است می‌توان به باشگاه فوتبال داندی یونایتد، باشگاه فوتبال پورتو، باشگاه فوتبال ژیل ویسنته، باشگاه فوتبال اتلتیکو هوراکان، و باشگاه فوتبال آرژانتینوس جونیورز اشاره کرد.
وی همچنین در تیم‌های ملی فوتبال Argentina national under-17 football team و زیر ۲۰ سال آرژانتین بازی کرده‌است.